# Okręgi autonomiczne Federacji Rosyjskiej
Okręgi autonomiczne Federacji Rosyjskiej – jednostki podziału administracyjnego Rosji.
W skład Federacji Rosyjskiej wchodzą 4 okręgi autonomiczne:
1. Czukocki
2. Chanty-Mansyjski
3. Nieniecki
4. Jamalsko-Nieniecki.

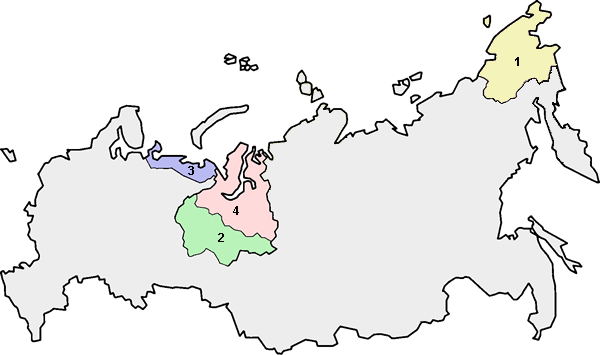

Do 2005 istniało łącznie 10 okręgów autonomicznych.
W wyniku referendum przeprowadzonego w październiku 2004, 1 grudnia 2005 Komi-Permiacki Okręg Autonomiczny został połączony z obwodem permskim tworząc Kraj Permski.
W wyniku referendum przeprowadzonego 2005 r.
1 stycznia 2007 r. zlikwidowano też dwa inne okręgi autonomiczne, które włączono w skład Kraju Krasnojarskiego:
- Ewenkijski
- Tajmyrski (Dołgańsko-Nieniecki).

W wyniku referendum przeprowadzonego w październiku 2005, 1 lipca 2007 Koriacki Okręg Autonomiczny został połączony z obwodem kamczackim tworząc Kraj Kamczacki.
W wyniku referendum przeprowadzonego w kwietniu 2006, 1 stycznia 2008 Ust-Ordyńsko-Buriacki Okręg Autonomiczny został włączony w skład obwodu irkuckiego.
W wyniku referendum przeprowadzonego w marcu 2007, 1 marca 2008 Agińsko-Buriacki Okręg Autonomiczny został połączony z obwodem czytyjskim tworząc Kraj Zabajkalski.